# Arwald
Arwald (... – 686) è stato l'ultimo re degli Juti a regnare sull'Isola di Wight o Wihtwara, e l'ultimo re pagano in Inghilterra prima dell'arrivo del Vichinghi nel IX secolo.

## Biografia
Il suo nome potrebbe essere stato Arwald o Atwald. L'incerta è dovuta al fatto che la scrittura della Historia ecclesiastica gentis Anglorum, scritta da Beda, è spesso di difficile interpretazione. Nel PASE (Prosopografia dell'Inghilterra Anglosassone) si usa la dizione Arwald. 
Quasi tutto quel che sappiamo di lui deriva da Beda, che descrive l'invasione dell'isola di Wight da parte del re del Wessex, Caedwalla, che con una spietata strage tentò di annientare tutti gli abitanti presenti, rimpiazzandoli con i propri seguaci. Promise di donare un quarto dell'isola di Wight a San Vilfrido ed alla sua chiesa.
Arwald venne ucciso in battaglia, ma i suoi due giovani fratelli fuggirono nella Grande Foresta di Ytene (oggi New Forest). Vennero traditi da Caedwalla e portati in un luogo nascosto a Stoneham, nei pressi di Southampton. Poco prima di essere uccisi si convertirono al cristianesimo grazie all'aiuto di un abate e "finirono in paradiso" (storia descritta da Beda come "i primi frutti" del massacro). Vennero canonizzati e sono tuttora noti con il nome di sant'Arwald, con il nome del fratello. Anche Ceadwalla venne fatto santo, dopo la sua conversione.
L'unica familiare sopravvissuta di Arwald fu una sorella, della quale le fonti non ci tramandano il nome. Ella sposò il re del Kent Egbert e fu la madre di Wihtred del Kent. Discendendo la sua genealogia, si arriva fino ad Alfredo il Grande nel IX secolo.

## Fonti

### Fonti primarie
- Beda, Historia ecclesiastica gentis Anglorum 4, 16
- Eddius Stephanus, Vita Dunstani

### Fonti secondarie
- D. P. Kirby, The Earliest English King, 1992, Routledge
- Frank Stenton, Anglo-Saxon Englad, 1971, Clarendon Press
- Blair Hunter, Roman Britain and Early England: 55 B.C - A. D 871, Norton, 1966